# Radofin
La Radofin Electronics Ltd. è stata un'azienda produttrice di elettronica di consumo con sede a Londra.
A metà degli anni settanta produsse e commercializzò una propria gamma di calcolatrici. Entrò poi nel settore dell'elettronica d'intrattenimento domestico, presentando alcune console di videogiochi.
Negli anni ottanta progettò un home computer, in seguito commercializzato da Mattel con il nome di Aquarius.
La Radofin cessò l'attività andando in liquidazione nell'agosto 1991.

## Modelli di console

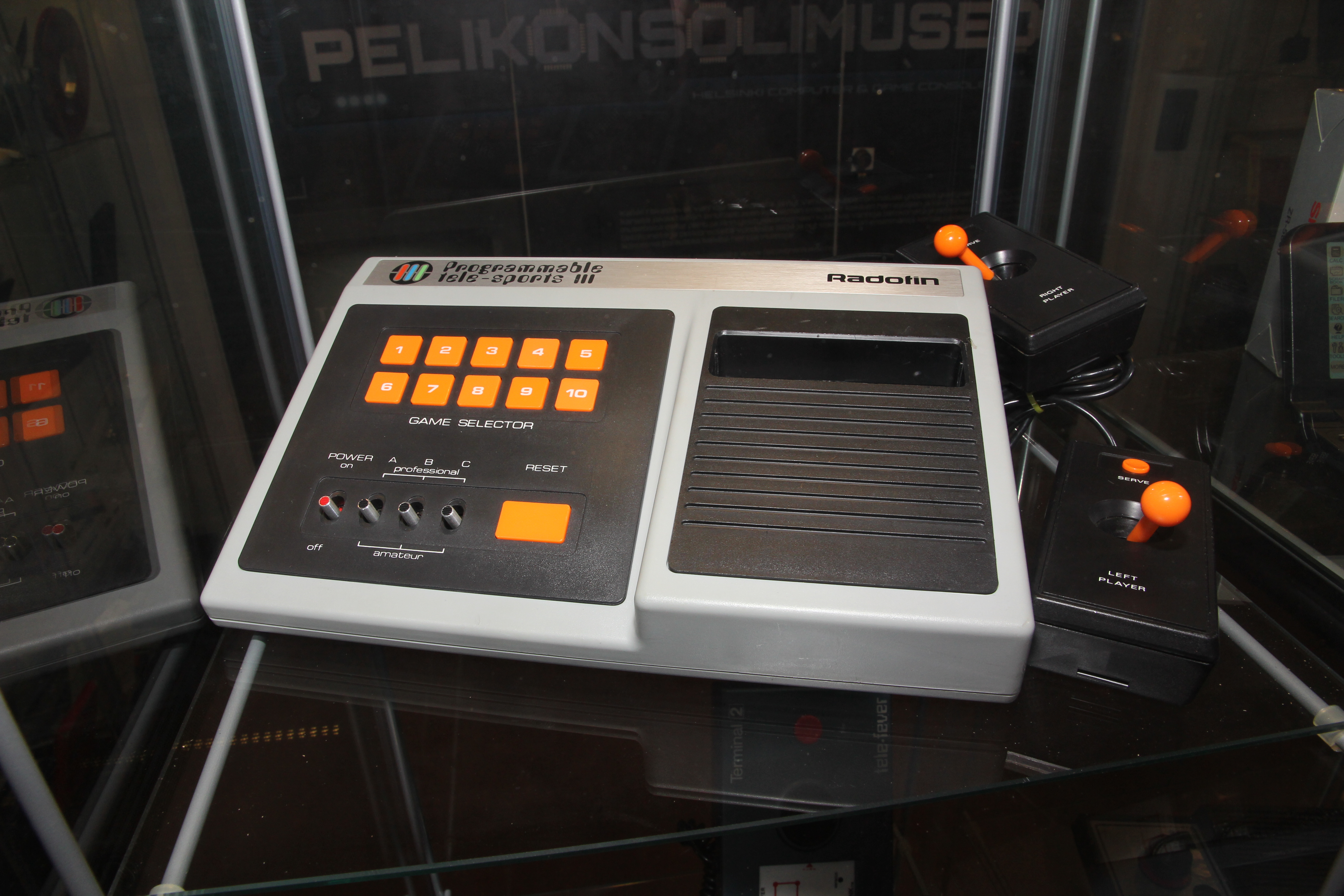
Tele-Sports III, console di prima generazione

- 1292 Advanced Programmable Video System (1976)
- 1392 Advanced Programmable Video System (1976)
- Electronic TV Game
- Tele-Sports (1977), pong console, 4 giochi, chip AY-3-8500
- Tele-sports III (1978), console di tipo pong a cartuccia (AY-3-8???) appartenente alla serie PC-50x. Ogni cartuccia poteva contenere 10 giochi selezionabili.
- Tele-sports IV (1978), console di tipo pong a cartuccia (AY-3-8???) appartenente alla serie PC-50x. Ogni cartuccia poteva contenere 10 giochi selezionabili.
- Tele-Sports Mini (1977), pong console portatile, 4 giochi, chip AY-3-8500
- SC Eight Thousand (SG8000) (1977), identico al Tele-Sports
- Electronic TV Game Tele-sport 10 (1978) pong console, 10 giochi, basata sul chip AY-3-8610
- Colour TV Game (1979) pong console, 10 giochi, basata sul chip AY-3-8610